# Flegias
Flegias (sau Phlegyas, /ˈflɛdʒiəs/, în greacă veche Φλεγύας) era fiul lui Ares și a lui Chryse (sau Dotis), rege al lapiților⁠(en)[traduceți] în mitologia greacă. A fost tatăl lui Ixion si Coronis.
Pe când Coronis era însărcinată cu Asclepius, s-a îndrăgostit de Ischys, fiul lui Elatus. Când o pasăre  l-a informat pe Apollo despre acest lucru, el a trimis-o pe Artemis s-o omoare pe Coronis. Apollo a salvat copilul din pântecele lui Coronis și i l-a dăruit centaurului Chiron să îl crească. Flegias s-a înfuriat pe Apollo pentru uciderea fiicei sale, dând foc templului din Delphi, făcându-l pe Apollo să-l omoare.